# Fuel for the Hate Game
Fuel for the Hate Game è un album in studio del gruppo musicale statunitense Hot Water Music, pubblicato nel 1997.

## Tracce
1. 220 Years - 4:47
2. Turnstile - 3:28
3. Blackjaw - 3:13
4. Trademark - 3:16
5. Freightliner - 3:18
6. The Sleeping Fan - 4:29
7. Facing and Backing - 4:02
8. Rock Singer - 3:53
9. North and About - 3:26
10. Difference Engine - 3:19
11. Drunken Third - 3:59

## Formazione
- Chuck Ragan - chitarra, voce
- Chris Wollard - chitarra, voce
- Jason Black - basso
- George Rebelo - batteria